# روبرت باترسون (لاعب كرة قدم)
روبرت باترسون (بالإنجليزية: Robert Paterson)‏ هو لاعب كرة قدم أمريكي في مركز الهجوم، ولد في 17 أكتوبر 1967 في سان دييغو في الولايات المتحدة. لعب مع بورتلاند تِمبرز ‏.